# Municipio de Rice River
El municipio de Rice River (en inglés: Rice River Township) es un municipio ubicado en el condado de Aitkin en el estado estadounidense de Minnesota. En el año 2010 tenía una población de 136 habitantes y una densidad poblacional de 1,46 personas por km².

## Geografía
El municipio de Rice River se encuentra ubicado en las coordenadas 46°27′44″N 93°14′32″O / 46.46222, -93.24222. Según la Oficina del Censo de los Estados Unidos, el municipio tiene una superficie total de 93.45 km², de la cual 93,45 km² corresponden a tierra firme y (0 %) 0 km² es agua.

## Demografía
Según el censo de 2010, había 136 personas residiendo en el municipio de Rice River. La densidad de población era de 1,46 hab./km². De los 136 habitantes, el municipio de Rice River estaba compuesto por el 100 % blancos. Del total de la población el 0 % eran hispanos o latinos de cualquier raza.